# Centerville (Missouri)
Pour les articles homonymes, voir Centerville.
La ville de Centerville est le siège du comté de Reynolds, situé dans l’État du Missouri, aux États-Unis. Sa population s’élevait à 191 habitants lors du recensement de 2010, estimée à 189 habitants en 2016.